# Cronaca: ore 6/Gente del circo
Cronaca: ore 6/Gente del circo è un singolo della cantante italiana Isabella Iannetti pubblicato nel 1975 dalla casa discografica Durium.

## Disco
Si tratta dell'ultimo disco prodotto dalla cantante prima del ritiro dalle scene. Entrambe le canzoni sono scritte da Riccardo Zara e prodotte e arrangiate da Marcello Minerbi.

## Tracce
Lato A
1. Cronaca: ore 6 – 5:02 (Riccardo Zara)

Lato B
1. Gente del circo – 4:10 (Riccardo Zara)